# Краснодар-Центральний (аеродром)
Краснодар-Центральний — військовий аеродром на північно-західній околиці міста Краснодар, здатний приймати військово-транспортні літаки. Впритул знаходиться 275-й авіаремонтний завод.
На аеродромі з 1952 по 1993 базувався 802-й навчальний авіаційний полк оснащений літаками Су-25.

### 275 авіаційний ремонтний завод
ВАТ «275 Авіаційний ремонтний завод» - велике промислове підприємство, що спеціалізується на ремонті бойових та навчально-бойових винищувачів Су-30, Су-27, МіГ-29, Л39, МіГ-23, МіГ-21 різних модифікацій. «275 АРЗ» має навчальну базу «Кубань» для розміщення та навчання фахівців, залізничні й автомобільні під'їзні шляхи, знаходиться в безпосередній близькості від аеродрому.

Станом на 2012, 275-й завод був єдиним в Росії заводом, здатним модернізувати літаки Л-39